# Хамелауциум крючковатый
Хамелауциум крючковатый (лат. Chamelaucium uncinatum), также известный под называниями Восковник крючковатый и Геральдон крючковатый, — вечнозелёное растение рода Восковник (Chamelaucium) семейства Миртовые (Myrtaceae). Эндемик Западной Австралии.

## Описание

Цветущий хамелациум крючковатый

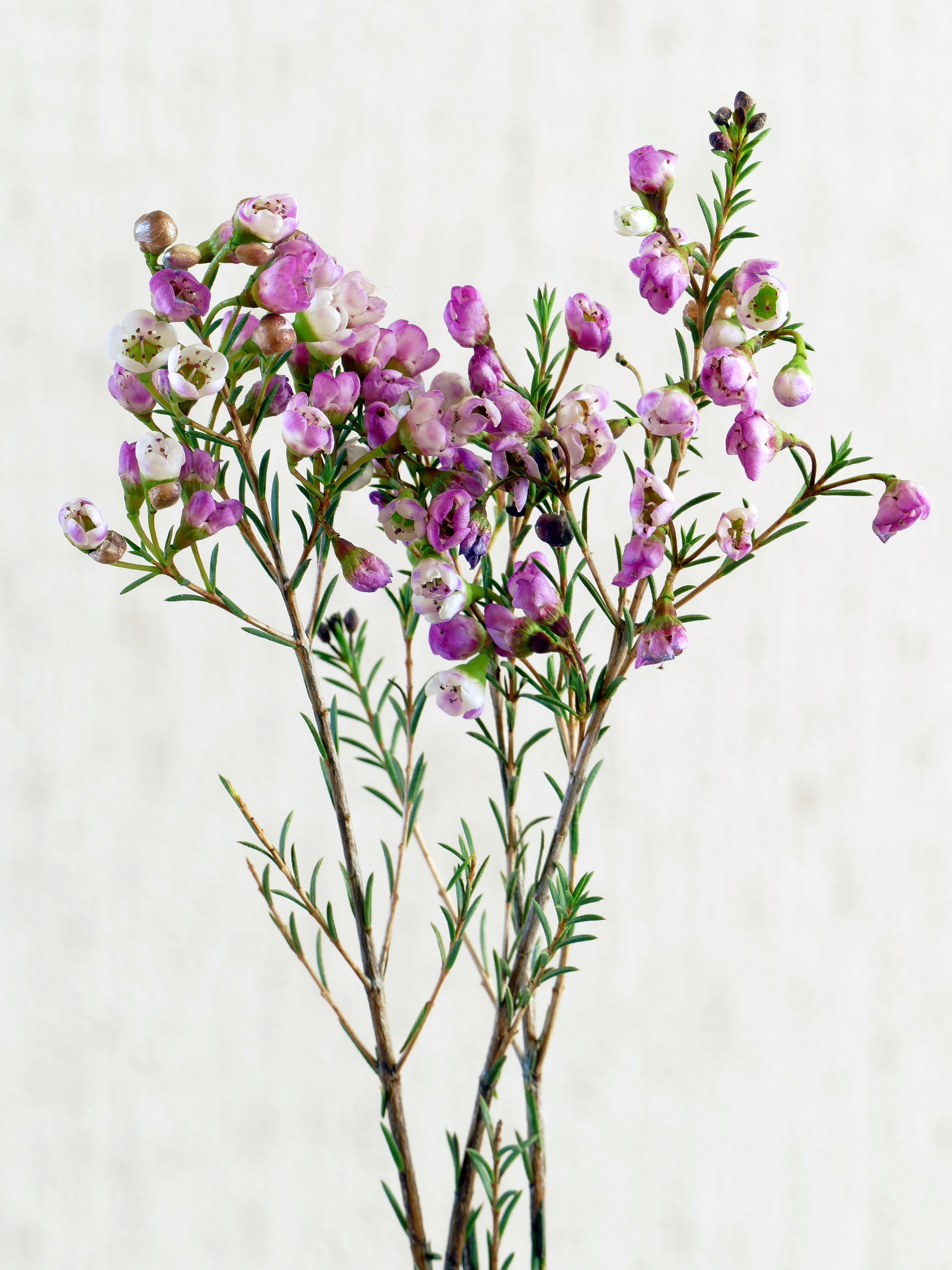
Цветущий хамелациум крючковатый

Вечнозелёный прямостоячий кустарник от 0,5 м до 4 м высотой. Цветёт с июня по ноябрь.
Произрастает на прибрежных областях, на окраинах болот, на склонах гор и равнинах.
Цветки пятилепестковые, 15—20 мм в диаметре, цвет венчика — от белого до фиолетового. Имеют приятный сладкий и сильный запах.
Ввиду продолжительного цветения широко распространён в Австралии как декоративная культура.

## Культивирование
Относительно вынослив и достаточно легко выращивается в средиземноморском климате с хорошо дренированной песчаной почвой и хорошим освещением. Также можно выращивать в районах с кратковременной повышенной влажностью.
Отлично подходит для разведения в горшках.

## Размножение
Возможно размножение семенами, прививкой и черенками. Ввиду низкой всхожести семян первый способ затруднителен.
Для размножения черенков обрезаются свежие побеги длиной от 5 до 7 см, укореняются в воде и субстрате. Укоренение длится от 3 недель до полутора месяцев.